# 維堡-彼得羅扎沃茨克攻勢
維堡-彼得羅札沃茨克攻勢是在第二次世界大戰期間的繼續戰爭中，一場由蘇聯列寧格勒及卡累利阿方面軍所執行的戰略性進攻，地點位於東卡累利阿及卡累利阿地峡。戰爭以繼續僵持的狀態告終，蘇聯占領了大部分東卡累利阿及維堡，並成功分散德國中央集團軍的兵力，使得白俄羅斯的防務呈現空虛，有利於巴格拉基昂行動的展開，然而蘇軍並沒有抵達屈米河並摧毀芬蘭軍隊，這是在北歐所經歷過的所有戰爭中，範圍及規模最大的一場。
行動中每個方面軍都有自己的任務：
- 維堡攻勢由列寧格勒方面軍（英语：Leningrad Front）執行。
- 絲薇兒-彼得羅札沃茨克攻勢由卡累利阿方面軍執行。

## 背景
1944年1月，蘇軍取得了列寧格勒圍城戰的勝利及把德國北方集團軍推至納爾瓦-伊爾門湖-普斯科夫一線。芬蘭在2月已商討和平條件，但認為一些條件是不可能實現的。當芬蘭拒絕接受和平條件的消息曝光後，蘇軍向波羅的海的突破立即受到駐納爾瓦德軍的抵抗， 蘇聯最高統帥部開始籌劃一次攻勢迫使芬蘭退出戰爭。

## 計劃
蘇聯最高統帥部計劃實施兩方面的進攻，一個由列寧格勒經維堡到屈米河，另一個越過1940年時在彼得羅扎沃茨克和索爾塔瓦拉的舊邊界來渡過斯維里河，以準備為深入芬蘭。該計劃要求把芬蘭軍隊消滅在卡累利阿地峽，另外在2次攻擊中間發動另一次進攻以封鎖拉多加湖西岸和塞馬湖。

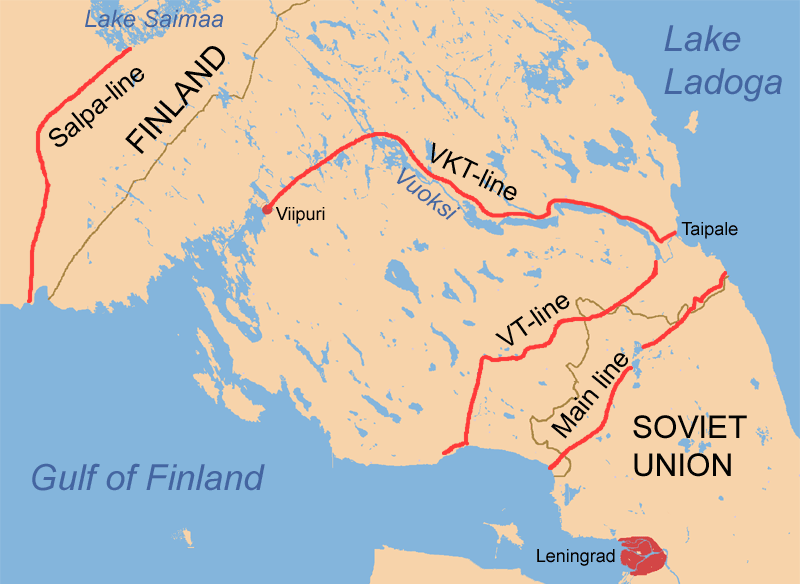
芬蘭軍隊的防禦陣地，蘇軍的攻勢被止於VKT線

芬蘭軍隊自1941年以來已準備了防禦工事，並在卡累利阿地峽建立了3條防線。最前1條是“主要防線”，是沿著1941年時的戰線興建，和位於主要防線後20 公里的VT線(謝羅沃-泰帕萊)。這些防線擁有眾多的鋼筋混凝土工事，但這項建設工作仍在進行之中。第3條的是VKT線(維堡-日里諾夫斯基-泰帕萊）仍然在繪圖板上和在維堡部分防線之防禦工事的建造始於1944年5月下旬。在斯維里河北岸芬蘭軍隊已建立一個縱深防禦區域，內裡建立了有混凝土碉堡、鐵絲網、障礙物和戰壕的堅強據點。 背後的是沿1940年冬季戰爭後邊界建立的薩爾帕線，及在屈米河前面建立了混凝土掩體。
為了克服這些障礙，蘇聯最高統帥部配屬11個師和9個坦克和突擊炮團給列寧格勒方面軍。這意味著在地峽有19個師、等同2個師兵力的要塞區域、2個坦克旅、14個坦克和突擊炮團，所有部隊，包括超過220個炮兵和火箭發射連(近3,000門火炮/發射器)。來自第13航空軍團大約1,500架飛機和波羅的海艦隊海軍航空兵也支援該行動，其中包括波羅的海艦隊的地面和海軍步兵單位。
在卡累利阿以東，蘇聯最高統帥部計劃利用9個師、2個工兵旅，2個坦克旅和第3突擊炮團，將整體兵力提高至16個師、2個要塞區域、5個獨立步兵旅、2個坦克旅、3個突擊炮旅和3個坦克營。它們得到拉多加湖和奧涅加湖海軍支隊和第7航空軍團的支援。

## 維堡攻勢

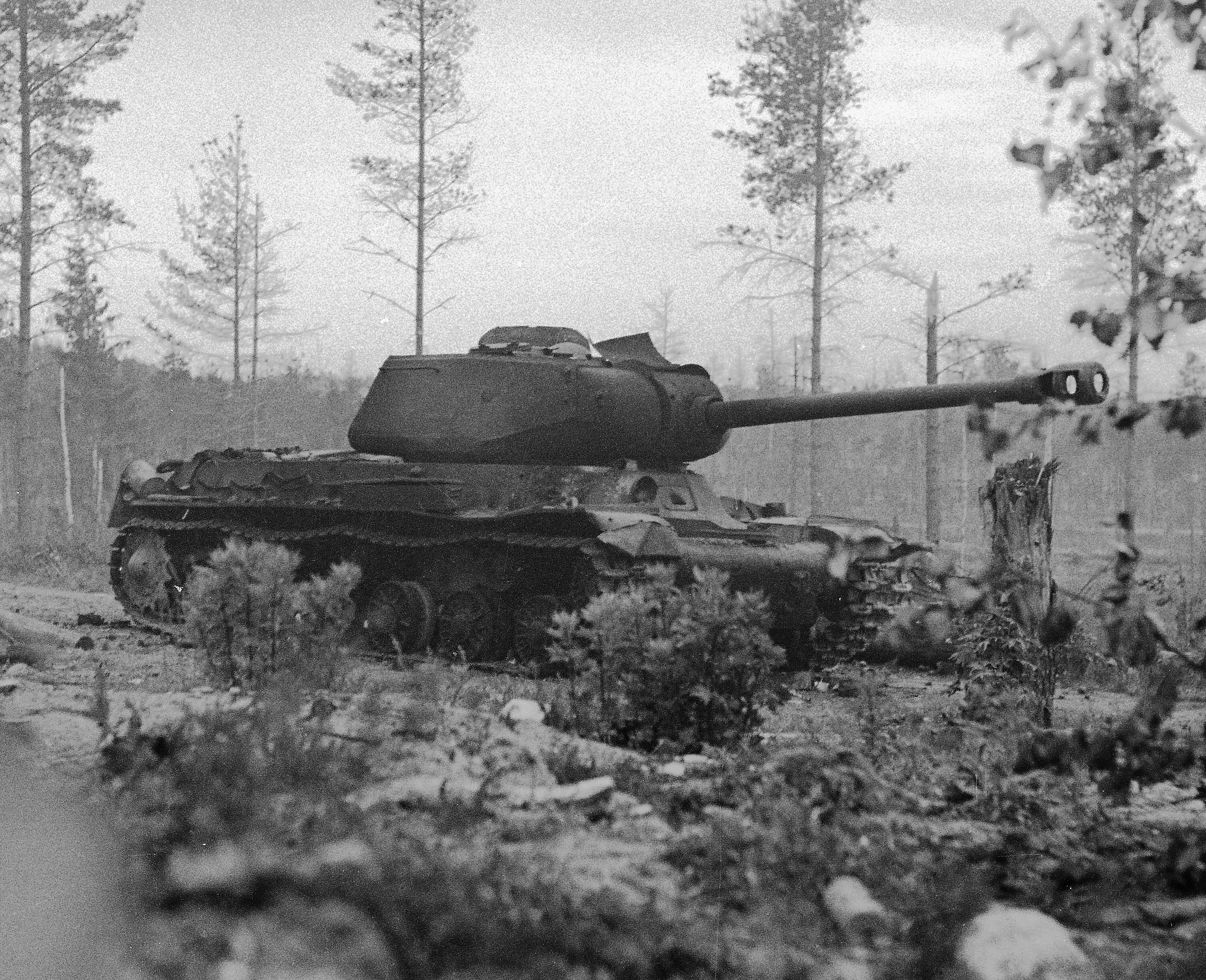
1944年6月，一輛被擊毀的蘇軍IS-2(1943)重型戰車

在Valkeasaari戰役中，卡累利阿方面軍的戰線上平均每公里部署了120門紅軍火炮。這次進攻開始時第16航空軍團的1,600架飛機實施一次巨大的空中打擊。芬蘭軍隊被部署在堅強的防線上，但蘇軍的空襲削弱了抵抗力量，許多芬蘭部隊撤退，並出現成千上萬的逃兵。
6月9日，蘇軍開始進攻，攻勢出乎芬蘭軍隊的意料之外。在白天，蘇軍佔領前線的戰壕和摧毀了工事，所以當6月10日早上主要進攻開始時他們站在良好的位置上，這進攻在突破地域衝垮了芬蘭的防線。6月13日，VT線已被到達，雖然該線在Siiranmäki戰役中被堅守，但在6月15日展開的Kuuterselkä戰役中該防線卻被突破了。
芬蘭軍隊在撤退時採取拖延行動以試圖爭取時間，因此將更多的部隊從東卡累利阿調往前線，而VKT線已準備好應付戰事。然而，6月19日列寧格勒第1方面軍的部隊已經達到維堡，並在6月20日攻佔該城及第一階段攻勢結束，而守衛的芬蘭第20步兵旅驚慌逃竄。
曼納海姆曾要求德國幫助，6月17日克爾梅支隊抵達芬蘭，隨後於6月21日第303突擊炮旅(一半兵力)和第122步兵師亦到達。此外，德軍新式反坦克武器，“反坦克榴彈發射器”“反坦克火箭步槍”分發給芬蘭陸軍部隊。直至6月21日，德國外長馮·里賓特洛甫抵達芬蘭，企圖通過軍事援助以改善政治上的不利局面。
6月22日，芬蘭政府向蘇聯要求停戰，但當蘇聯的回應在第2天送達時，林科梅斯解讀為需要“無條件投降”，而這不是真的。有關芬蘭對蘇聯回應的誤解於1944年7月2日在真理報上發表。
6月21日，蘇聯最高統帥部下令方面軍在Salpaline地區繼續攻擊的伊馬特拉－拉彭蘭塔－維羅約基防線。另一組將北上攻擊普里奧焦爾斯克和包圍防守芬蘭人衛冕時的VKT線。，同時，將為向科特卡、科沃拉和屈米河進攻作出準備。
芬蘭軍隊在增援下，芬蘭共有268,000人的部隊、2,350部隊大砲、110輛坦克/突擊炮和250架飛機面對紅軍的2個方面軍；40％的士兵和火炮及所有的坦克集中在地峽。 
總之，紅軍相對於芬蘭軍隊在人數上有6比5的優勢和在火炮、飛機和坦克有對3-5比1的優勢
進攻在6月25日繼續，當紅軍在維堡灣與沃格息河之間的塔利突破了VKT線。6月26日，芬蘭總統呂蒂向里賓特洛甫給予保證說，芬蘭將與德國一起戰鬥到底。在隨後的戰鬥中，雖然列寧格勒方面軍設法在塔利擴展在VKT線的突破口，但在斯堪的納維亞歷史上最大的戰役中於伊漢塔拉陷入困境。當很顯然在伊漢塔拉不可能出現突破時，列寧格勒方面軍試圖在維堡灣和沃薩爾米對守軍實施雙重攻擊。然而，芬蘭軍隊在前線這些地區堅守他們的陣地。
7月12日，蘇聯最高統帥部下令從芬蘭方面軍把更多進攻部隊調配給列寧格勒方面軍。7月15日，紅軍部隊奉命轉入防禦，和進攻部隊(主要是裝甲部隊)被調往支援巴格拉基昂行動與德軍交戰。

## 絲薇兒-彼得羅札沃茨克攻勢
芬蘭軍隊已把其大部分部隊撤至斯維里河南岸。因此，當紅軍的進攻於6月20日開始時，但沒有達到預期的出其不意之效果。卡累利阿方面軍部隊在第2天渡河，並攻佔了8 公里深，16 公里寬的橋頭堡。6月23日，1個北方艦隊的海軍步兵旅襲擊並佔領了在芬蘭軍的戰線背後Viteleenjoki河與Tuuloksenjoki河之間的灘頭陣地，從而切斷了拉多加湖沿線岸上的主要道路。 奧洛涅茨於6月25日被解放，6月29日，其中一個主要的行動目標被實現，即解放彼得羅扎沃茨克。
芬蘭軍隊進一步撤退以拖延卡累利阿方面軍的進攻，令由皮特凱蘭塔向北至Loimola和基維耶爾維的U型線得到加強。卡累利阿方面軍在7月10日到達U型線，但因長期進攻而筋疲力竭，未能突破的防線。
蘇軍最後試圖在更北部恢復攻勢，2個師的蘇軍進攻伊洛曼齊。最初他們的進攻成功，而這些師在7月21日到達1940年的邊界，(唯一的蘇軍部隊在攻勢中能這樣做)，但在隨後的戰鬥中，這些師被包圍，雖然他們能夠突破包圍回到東部但遭受重大損失，他們被迫遺下自己的火炮和其他重型設備。

## 結果
這次進攻成功地回收東卡累利阿和迫使芬蘭軍隊撤向北面的維堡灣和沃格息河。攻勢亦幫助卡累利阿方面軍重新打通基洛夫鐵路和白海運河。
然而，進攻沒有突破VKT線和Salpaline防線，並沒有成功地摧毀了芬蘭軍隊。儘管遭受損失，芬蘭軍隊在攻勢後從德國獲得更好的裝備。蘇聯沒能阻止大於一個營規模的單位突圍，甚至那些設法放棄他們的重型設備及穿越森林逃脫的亦未能阻止。蘇聯作戰做法亦有助於芬蘭軍隊；根據芬蘭第58步兵團的官方歷史，在從Valkeasaari至維堡多次對抗蘇軍的戰鬥中，多次指出，芬蘭的部隊，因為蘇軍部隊嚴格遵守作戰地域界限，和紅軍指揮員不恰當的微觀管理才得以生存。
攻勢對芬蘭領導人造成的心理影響不可低估。和平因而實現即使條件是苛刻的。另一方面，芬蘭人在僅100 公里處的卡累利阿地峽阻止進攻和伊洛曼齊戰役中表明，芬蘭軍隊仍然是一個可怕的戰鬥力量。蘇聯最高統帥部要維持進攻唯一的軍事手段是從預備隊或對德軍戰線上調來新的師團參戰。為達到與芬蘭結束衝突的結果蘇聯在 1944年9月提出與1944年2月大致相同的和平條約，但減少了一些要求，如戰爭賠款被減少了一半及償還該賠償的時間被延長。

## 附加參考
- S.P. Platonov: Bitva za Leningrad
- Ilya Moshansky: Sturm Karelskogo Vala. Vyborgsko-Petrozavodskaja strategicheskaja nastupatelnaja operazija 10 ijuna - 9 avgusta 1944 goda., "Vojennaja Letopis", BTV-MN, Moscow, 2005.